# Gouveia (Minas Gerais)
Gouveia é um município brasileiro do estado de Minas Gerais, localizado na Região Geográfica Imediata de Diamantina. Sua população recenseada em 2022 pelo Instituto Brasileiro de Geografia e Estatística era de 11 331 habitantes.

## História

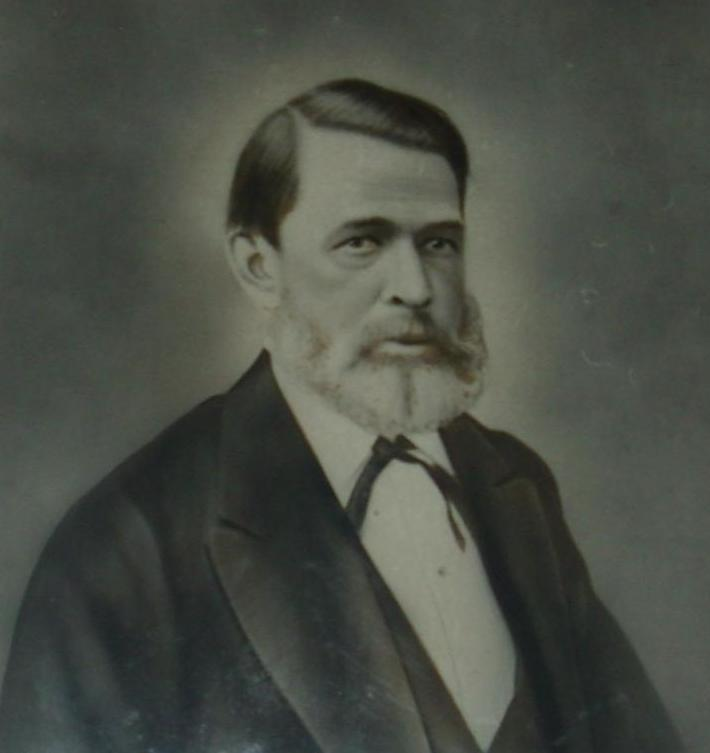
Quintiliano Alves Ferreira, o Barão de São Roberto.

Gouveia foi fundada por Maria Gouveia, peça fundamental na história gouveiana, mas só prosperou após o Barão de São Roberto chegar à cidade .
Existia nesse território, uma pensão pertencente a Maria Gouveia, de origem portuguesa, devota de Santo Antônio. Tanto que certo dia, numa noite enquanto o arraial dormia, ela mandou um de seus escravos, para roubar a imagem de Santo Antônio que ali era venerada e o colocou sobre uma grande pedra salientada dentro de sua propriedade. No dia seguinte por sua ordem, espalhavam a notícia de que o santo fugira à noite. E assim se fez sucessivamente até que o povo finalmente acreditasse que Santo Antônio queria que construísse para ele uma igreja naquele arraial. Foi então que se ergueu uma capela dedicada a Santo Antônio e o novo arraial que agora se formara, ganhou o nome de Arraial de Santo Antônio .
Em 7 de abril de 1841 o curato torna-se freguesia, com a fundação da Paróquia Santo Antônio da cidade de Gouveia. Nos primeiros anos, a paróquia pertenceu ao Arcebispado primaz de Mariana; até que no ano de 1854, foi desmembrada para o recém criado Bispado de Diamantina.
Pouco se sabe sobre esses fatores, porém, em princípio, foi sem dúvida pelos que fixaram-se ali para o cultivo da terra fértil e, sobretudo, pelos garimpeiros aventureiros em busca de ouro e diamante, já que a área de Gouveia estava na "Demarcação Diamantina", determinada pela Real Coroa em 1731. Dona Maria de Gouveia, uma das primeiras habitantes, foi crucial para o desenvolvimento da povoação. Com aptidão comercial e habilidade política, ela trouxe progresso ao Arraial, atraindo mais famílias, fazendo crescer a população e transformando o povoado em uma vila .
A industrialização de Gouveia começou por volta de 1850, com a ida do Barão de São Roberto, para realizar a instalação de diversos empreendimentos, começando com uma casa de "negócios de secos, molhados e gêneros, depois passando a atuar em diversos outros segmentos, inaugurando uma fábrica de tecidos em 1888.
A fábrica de tecido então passou a chamar fábrica de São Roberto, que foi durante muito tempo a principal fonte econômica da cidade. (Também nome da pequena vila, próxima e pertencente à Gouveia).
A construção da fábrica de tecidos teve início em agosto de 1886, com a compra do maquinário e início das instalações no terreno doado por Antônio José Ribas. O transporte das máquinas de Gouveia até São Roberto, um trecho de 2 km, durou 5 dias em razão da complexidade do transporte e atoleiros ocorridos.
O Jornal do Comércio, do Rio de Janeiro, de 8 de agosto de 1887, reproduzindo matéria do Jornal "Sete de Setembro" de Diamantina, colocou uma nota em seu setor de "Notícias Várias" a seguinte manchete: "Mais uma fábrica de tecidos vai se fundar em nosso município.; as bases estão assentadas e brevemente começará a construção. O florescente Arraial de Gouvêa, distante desta cidade 35 km, que vai possuir mais este importante estabelecimento industrial, por iniciativa da importante e prestimosa família Alves, que de tempos a tempos aumenta a prosperidade daquele arraial com mais um elemento de vida e riqueza. Vai ser levantado por meio de ações de $200 cada uma, as quais já estão todas passadas, o capital que é de 120:000$000. Girará a associação sob a firma de Alves, Ribas, Ribeiro e Cia., e o estabelecimento com a denominação de Fábrica de Fiação e Tecidos São Roberto. O diretor, gerente e mais empregados desta importante empresa nada perceberão de remuneração, enquanto não começar a trabalhar a fábrica, cujo futuro próspero é de se esperar à vista desta e de outras grandes economias postas em prática pelos seus dignos fundadores." .
A primeira produção da fábrica aconteceu em 28 de dezembro de 1889, quando, sob a presidência do Barão de São Roberto (principal acionista), foi tecido o primeiro metro de pano.
A fábrica possui até hoje uma vila operária e atualmente opera sob o nome "Companhia Industrial Estamparia São Roberto S/A" .
O Barão de São Roberto instalou sua casa no centro de Gouveia, uma casa pequena, pois ele guardava seu dinheiro, porque naquela época estavam falando da abolição da escravatura, e sem escravos, ele não conseguiria dinheiro. Então, o Barão virou abolicionista e foi construindo pequenas casas e doando à seus escravos e à familiares. E, assim, povoando o pequeno povoado . O Barão morreu em 14 de junho de 1895 aos 73 anos, e seu jazigo se encontra na entrada do cemitério da cidade, o Cemitério de São Miguel .
Em 13 de novembro de 1873, pela Lei nº 1.994, Gouveia foi elevada a município. No entanto, não houve instalação oficial devido a caprichos políticos, segundo os historiadores. Seus habitantes, sempre idealistas e amantes da terra, lutaram por sua independência político-administrativa; em 1923, a emancipação foi novamente pleiteada e negada. Em 1947, os gouveianos reivindicaram novamente, com o apoio de Juscelino Kubitschek, então Prefeito de Belo Horizonte, mas sem sucesso. Somente em 1953, quando a realidade superou os caprichos políticos, Gouveia se emancipou pela Lei nº 1.039, de 12 de dezembro de 1953, sendo instalado o município em 1º de janeiro de 1954, graças à incansável luta de seus filhos, que nunca se sentiram derrotados pelas derrotas anteriores .

## Geografia

### Clima
Gouveia tem um clima caracterizado como tropical de altitude, que é influenciado pela sua localização em uma região montanhosa. As temperaturas na cidade variam ao longo do ano, com verões quentes e invernos amenos . Durante o verão, que vai de dezembro a março, as temperaturas podem atingir máximas em torno de 25°C a 30°C, sendo também um período chuvoso, com precipitações frequentes, especialmente em janeiro e fevereiro. Já no inverno, que ocorre de junho a setembro, as temperaturas são mais amenas, com mínimas que podem chegar a 10°C e máximas em torno de 25°C, sendo um período seco, com pouca chuva, e com noites mais frias .

### Vegetação
A vegetação do município é marcada pela presença de campos rupestres como por exemplo, na face norte da Serra de Santo Antônio  e campo limpo em áreas moderadamente mais acidentadas (acima de 1200m), além de formações do Cerrado  em locais de relevo mais suave, que também representam a maior parte do território municipal. Nos campos rupestres, predominam espécies adaptadas a solos rasos e rochosos, com alta radiação solar e variações térmicas, tais como canela-de-ema, bromélias, orquídeas e cactáceas. Por sua vez, o Cerrado apresenta árvores de médio porte, de troncos retorcidos e cascas espessas, além de arbustos e gramíneas. Diversas espécies são endêmicas, expressando a rica biodiversidade e a importância ecológica da região.

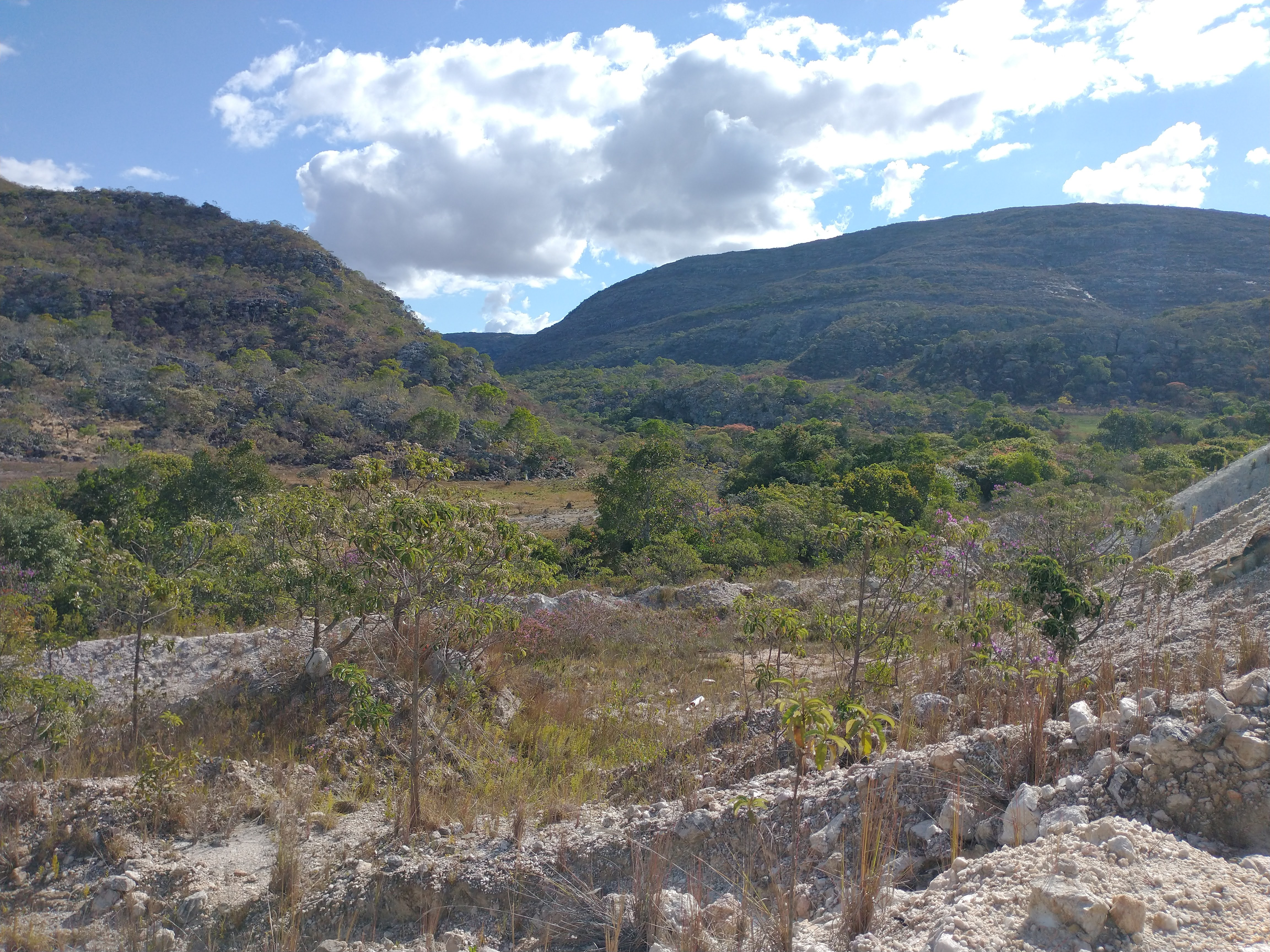
Cerrado Rupestre em Gouveia

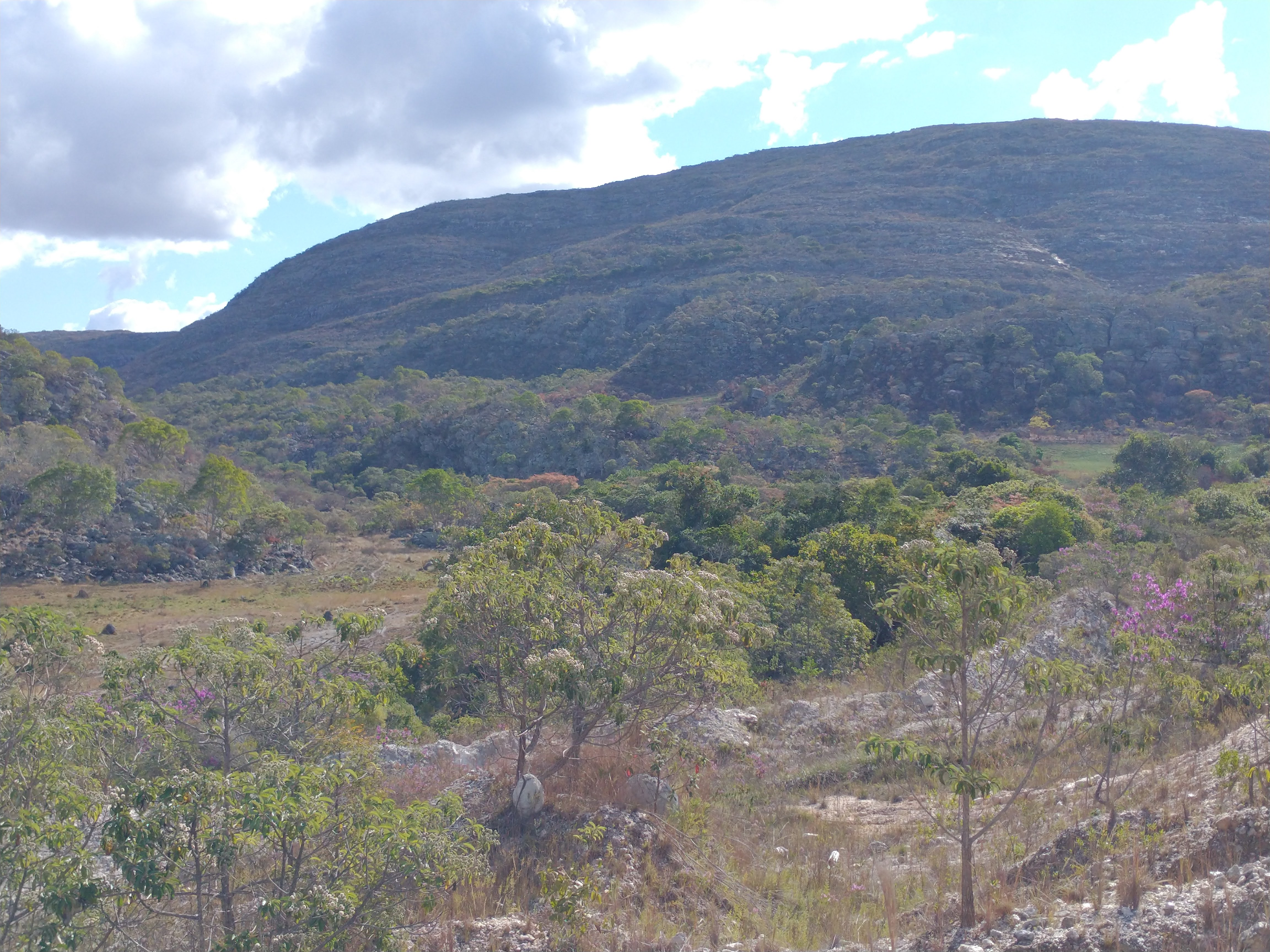

### Relevo
Localizada na região da Serra do Espinhaço Meridional, Gouveia possui um relevo formado por várias características geológicas e geomorfológicas marcantes, sendo cercada por diversas formações rochosas.
Portanto, o relevo municipal define-se como ondulado e apresenta elevações acidentadas como montanhas e vales profundos, além de vales suaves da Depressão de Gouveia, a qual é influenciada fortemente por processos fluviais, principalmente pelo Ribeirão do Chiqueiro, e modelada ao longo do tempo por processos de intemperismo e erosão.

### Hidrografia
A hidrografia do município é caracterizada por uma rede de drenagem composta por diversos ribeirões, cachoeiras e lagoas, que desempenham um papel fundamental na dinâmica ambiental e no turismo local. Dentre os cursos d'água mais expressivos destaca-se o Ribeirão do Chiqueiro, cuja bacia hidrográfica abrange uma área de aproximadamente 507,73 km², com uma rede de drenagem moderadamente desenvolvida, e que se estende por diversas áreas do território municipal .  Esse ribeirão possui sua nascente localizada na Serra do Juá, e deságua no Rio Paraúna que é sua referência de base fluvial regional e que incorpora a porção hidrográfica do Rio das Velhas dentro da extensa bacia do São Francisco  , e por sua vez, desempenha um papel indispensável no escoamento superficial da região e na manutenção da biodiversidade local. Outro curso d'água importante é o Ribeirão de Areia, que, assim como o Ribeirão do Chiqueiro, colabora para a recarga hídrica e o abastecimento de áreas rurais. 
Além dos ribeirões, Gouveia abriga diversas cachoeiras (como a Cachoeira do Barão de Guaicuhy, Cachoeira do Novato, Cachoeira de Santo Antônio e a Cachoeira de São Roberto), que também servem de fomento para o desenvolvimento do turismo, e contribui para a preservação da biodiversidade da região.

### Bairros
Gouveia possui vários bairros: Adjacências, Bela Vista (Bairro do Sol), Capelinha, Centro, Eldorado, Jardim da Serra, Maria Gouveia, Novo Horizonte, Nações Unidas, Progresso, Residencial Santo Antônio (em construção), Residencial Villa da Serra, São Lucas, Serrinha e o Serra Verde.

## Economia
Gouveia é a terceira cidade mais populosa da pequena região de Diamantina, contando com 11,3 mil habitantes. O PIB do município alcança aproximadamente R$ 198,9 milhões, sendo que 38,7% desse valor é gerado pelo setor de serviços. Em seguida, destacam-se as contribuições da administração pública (32,1%), da indústria (24,3%) e da agropecuária (4,9%).
Com essa configuração, o PIB per capita de Gouveia é de R$ 16,8 mil, um valor inferior à média estadual (R$ 40,1 mil) e à média da pequena região de Diamantina (R$ 17,7 mil), mas superior à média das cidades da grande região de Teófilo Otoni (R$ 14,9 mil) .

## Turismo
O município integra o circuito turístico dos Diamantes .

### Monumentos e igrejas
Matriz de Santo Antônio: A matriz velha de Santo Antônio, já estava construída no ano de 1740 e sendo que em 1765 foi concedida à capela, autorização para ter a pia batismal e o patrimônio do Santíssimo Sacramento. A velha igreja, teve sua frente construída para uma lavra de diamantes, mas diz um lenda, que fala que a frente fora construída num ângulo que acreditava que dava para a cidade de Jerusalém. Os sinos da igreja, existentes e funcionais até hoje, foram batizados com o nome de Dona Maria I, homenageando a rainha de Portugal. A velha matriz fora demolida em 1959, para a construção da nova igreja. De estilo moderno, possui uma única torre que dá visão para toda a cidade. É sede da Paróquia Santo Antônio, que é todo o território da cidade de Gouveia, fundada em 7 de abril de 1841, por Lei Provincial da Capitania das Minas Gerais e do Arcebispado de Mariana .

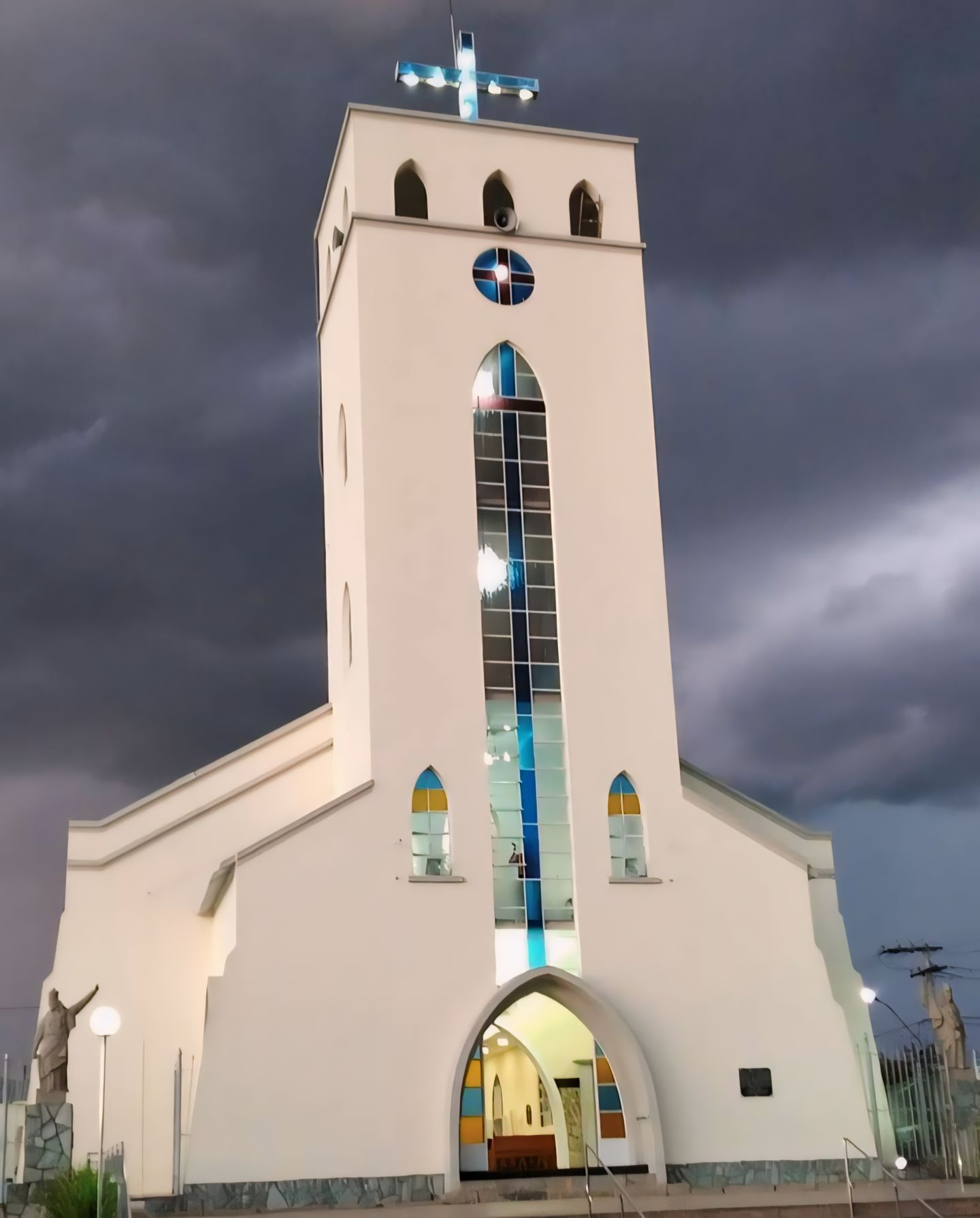
Matriz de Santo Antônio no centro de Gouveia.

Estátua de Santo Antônio: Inaugurada em dezembro de 2024, a estátua de Santo Antônio, o santo padroeiro da cidade que possui 13 metros de altura, fica localizada na entrada da cidade, mais especificamente no bairro São Lucas, sendo um grande marco e símbolo da fé e da religiosidade da majoritária parcela do povo gouveiano. Ao redor da imagem também existem várias placas com nomes de outros santos católicos, que também são cultuados pelo povo e o famoso responsório de Santo Antônio .

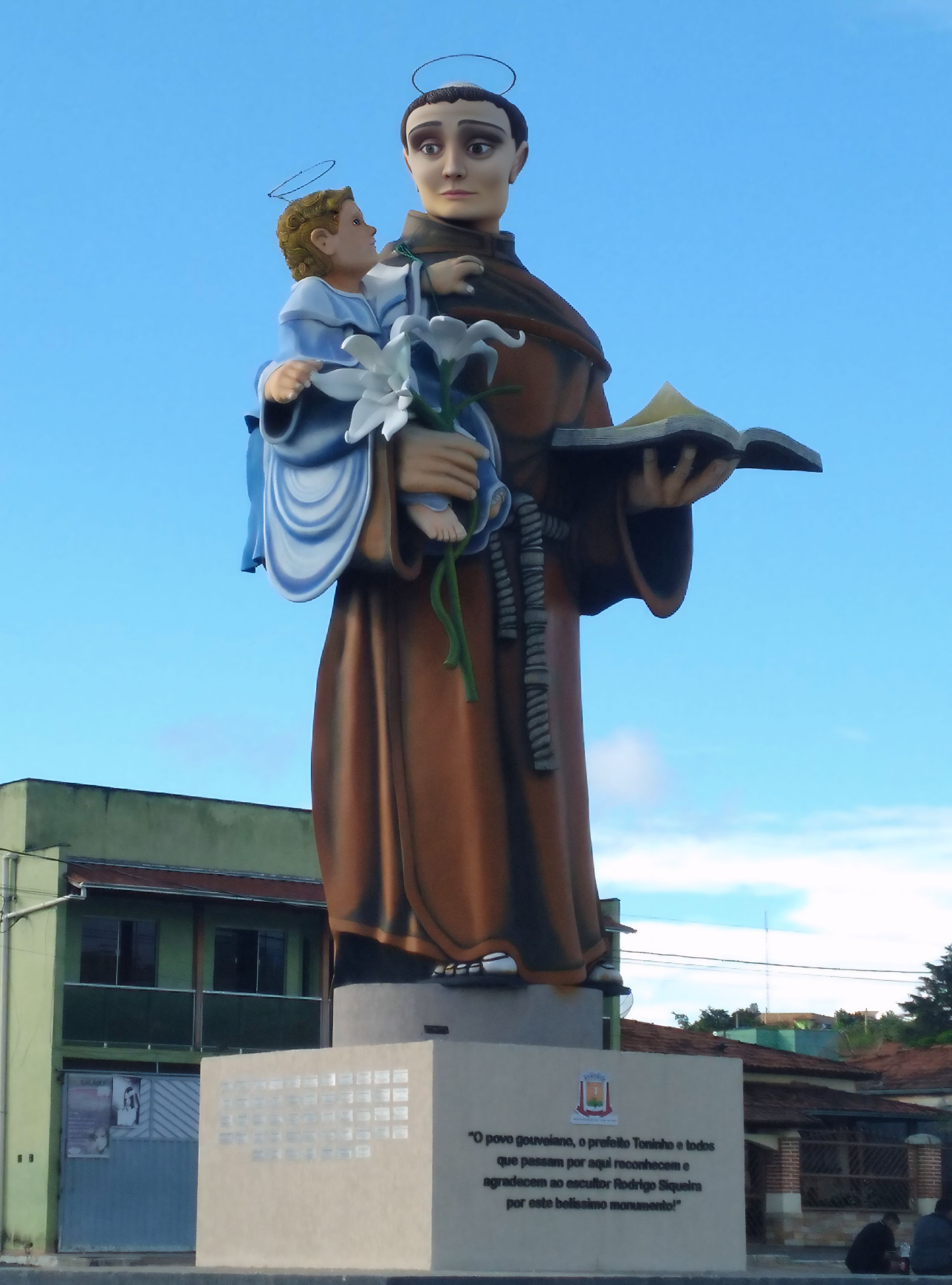
Estátua de Santo Antônio, o padroeiro de Gouveia.

Capela Nossa Senhora das Dores: Data do século XVIII. Construída por escravos em cima de um grande bloco de granito, fora construída toda em pedra. Nela está a imagem de Nossa Senhora das Dores, que pertenceu a Chica da Silva. Fica no ponto mais alto dentro do perímetro urbano .
Capela Nossa Senhora de Lourdes: Fica no bairro São Roberto, onde está localizada a Fábrica São Roberto. Construída na década de 1930, é simples, mas de grande beleza.
Capela São Geraldo: Construída na década de 1990, reformada em 2019 de estilo moderno em honra ao santo italiano da Congregação do Santíssimo Redentor (dos padres e irmãos  Redentoristas) e está localizada no ponto mais alto do  bairro São Lucas.
Capela São Sebastião: Concluída em 2009, em honra ao mártir São Sebastião, está localizada no bairro Serrinha, ao lado do Cemitério São Miguel.
Praça do Calvário: Localizada ao lado da Igreja de Nossa Senhora das Dores, é palco das encenações da Sexta Feira da Paixão. Seu marco, são as estátuas do crucifixo com Cristo crucificado, ladeado por São João Evangelista e Nossa Senhora das Dores.
Casario Histórico: Ao longo da Praça Padre José Machado, no Centro, o casario representa o passado glorioso de Gouveia.
Prédio da Escola Estadual Aurélio Pires: Fundada pela Lei 9059 de 6 de maio de 1929, a Escola Aurélio Pires, é o marco da educação gouveiana.
Vila de São Roberto: Bairro onde está localizada a Fábrica São Roberto, fundada em 1888 e marco do desenvolvimento gouveiano. Vila, que lembra as antigas vilas operárias européias .

#### Estação Ferroviária de Barão de Guaicuhy
Inaugurada na década de 1910, pertencia à Estrada de Ferro Vitória a Minas, e em 1923, foi repassada à Estrada de Ferro Central do Brasil e servia como ramal entre a linha de Corinto e Diamantina. Deixou de funcionar na década de 1970.  O lugarejo de Barão de Guaicuhy se prosperou com a chegada do trem. Hoje em dia, é um ótimo lugar para quem procura sossego. Fica distante 14 km do centro de Gouveia. O prédio da Estação é tombado pelo Patrimônio Municipal .

### Patrimônio natural

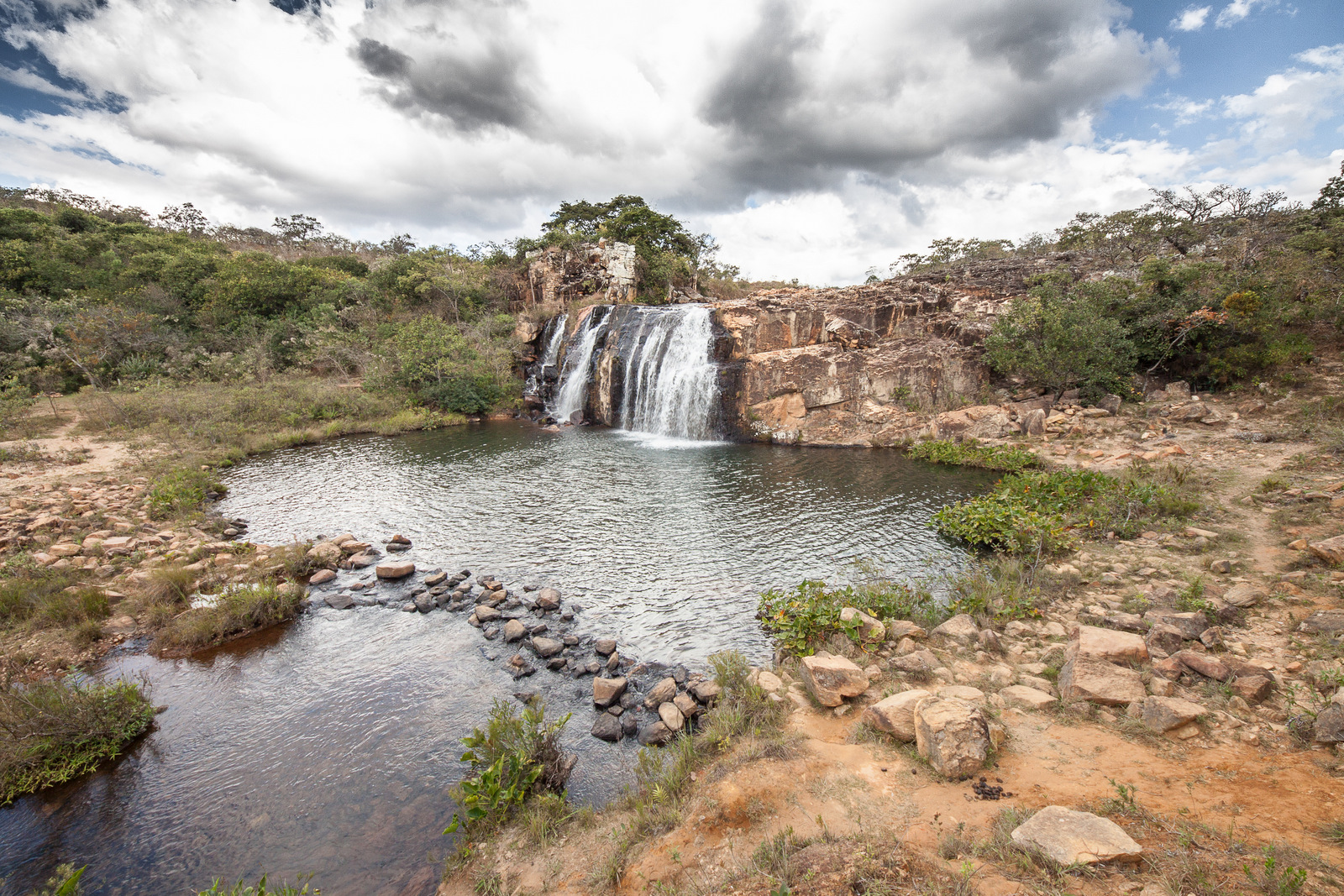
Cachoeira do Barão
Cachoeira de São Roberto
Lagoa Azul

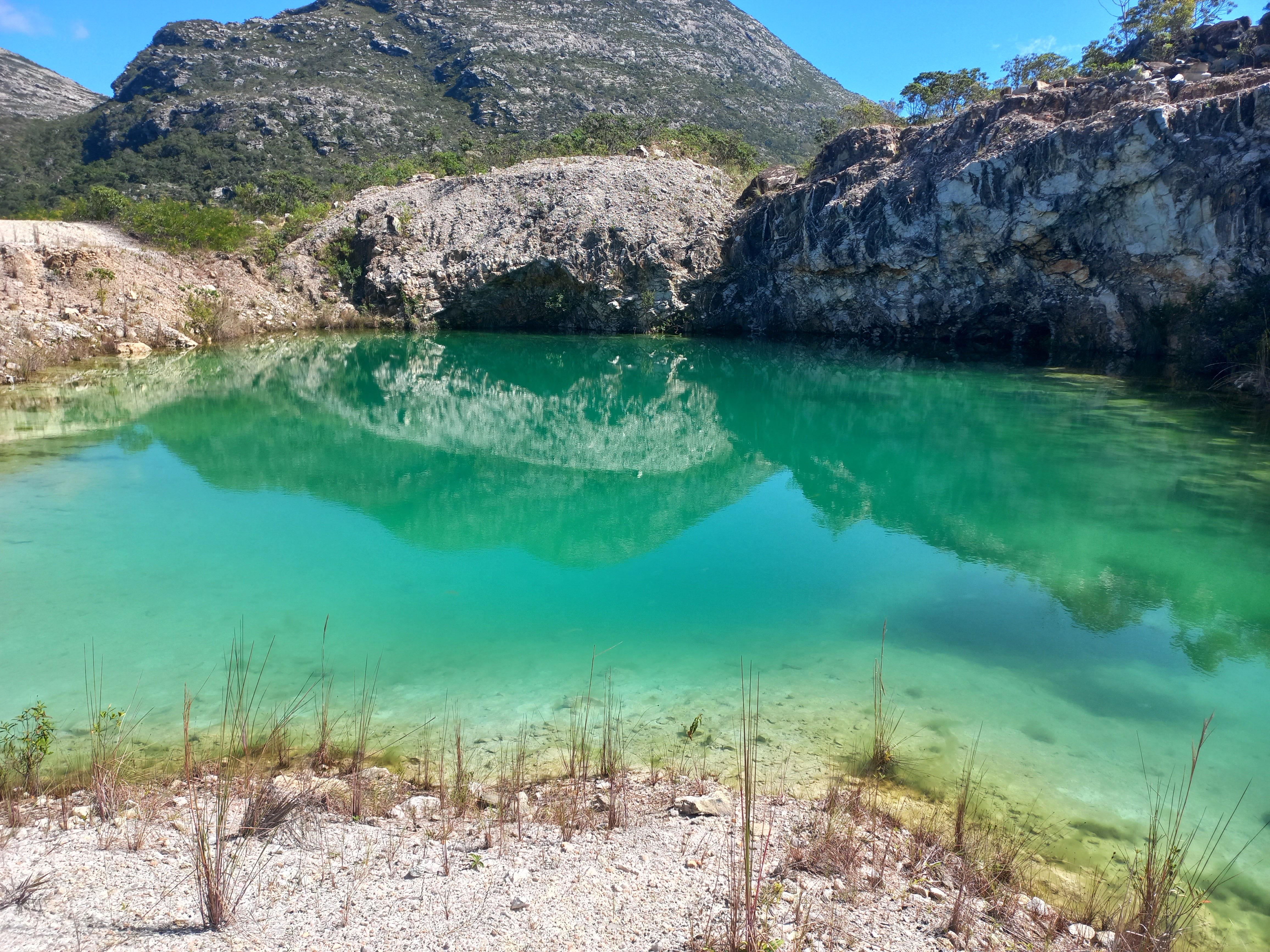
Lagoa Azul no distrito de Picada.

Morro do Camelinho, onde está localizada a primeira Usina Eólica construída na América Latina. Que hoje, já não está mais em funcionamento .
Pedra Chapéu de Sol
Serra do Juá
Serra de Santo Antônio

### Povoados e distritos rurais
Vila Alexandre Mascarenhas, Espinho, Pedro Pereira, Cuiabá, Engenho da Bilia, Engenho da Raquel, Riacho dos Ventos, Camelinho, Tigre, Caxambu, Água Parada, Onça, Ribeirão de Areia, Bucaina, Barão de Guaicuhy, Picada, Chapadinha, Barraca .

### Festas e eventos
Festa de São Sebastião: (Mês de janeiro). Moradores do bairro Serrinha, onde está localizada a igreja, todos os anos preparam a festa em honra ao padroeiro do bairro. Missas, procissões e barraquinhas, são os marcos da festa.
Carnaval: (Data Móvel). É marco da cultura gouveiana, todos os anos é realizada a festa, muito tradicional e bonita com os bonecos de Olinda, popular família feliz, o bloco "Vem quem qué" e muitas outras atrações . Foi bastante influenciado pelo famoso carnaval de Diamantina .
Semana Santa: (Data Móvel). Durante 07 dias, seguimos os passos da paixão, morte e ressurreição de Cristo. Inicia com a Sexta Feira das Dores e tem seu auge com o Tríduo Pascal, que compreende, a Quinta Feira Santa, Sexta Feira Santa e o Sábado Santo. Durante estes dias, celebrações na Matriz de Santo Antônio, na Igreja de Nossa Senhora das Dores e na Praça do Calvário e procissões pela cidade, marcam os últimos passos de Cristo na terra. No Domingo de Páscoa, é celebrada a ressurreição, que se inicia com a procissão da ressurreição ainda na madrugada. É tradição na cidade a queima do Judas, que apesar de antiga, nunca foi oficializada pela Paróquia.
Festa de Santo Antônio: (01 a 13 de Junho). Durante 13 dias, celebra-se as honras ao padroeiro da cidade. Missas, procissões e barraquinhas, são os marcos da festa .
Quadrilhas: (Mês de junho / julho): São realizadas pelas Escolas estaduais, e a municipal, e outras associações, em diversos pontos da cidade. Danças, apresentações culturais e barracas com comidas típicas são os marcos das festas. As festas são em honra a Santo Antônio, São João e São Pedro.
Kobufest: (2ª quinzena de Julho). Também é marco da cultura gouveiana. Maior festa de integração regional do Estado de Minas Gerais. Bandas locais, regionais e nacionais, barracas com comidas típicas e outras atrações marcam a festa .
Festa de Nossa Senhora das Dores: (Mês de setembro). Moradores do bairro Capelinha, onde está localizada a igreja, preparam todos os anos, a festa em honra à padroeira do bairro. Missas, procissões e barraquinhas, são os marcos da festa.
Festa de São Geraldo: (Mês de outubro). Moradores do bairro São Lucas, onde está localizada a igreja, preparam todos os anos, a festa em honra ao padroeiro do bairro. Missas, procissões e barraquinhas, são os marcos da festa.
Natal: (Mês de dezembro). A grande árvore de natal é montada na Praça Padre José Machado no centro, considerada a maior árvore natalina da região, sendo rodeada por concertos musicais.

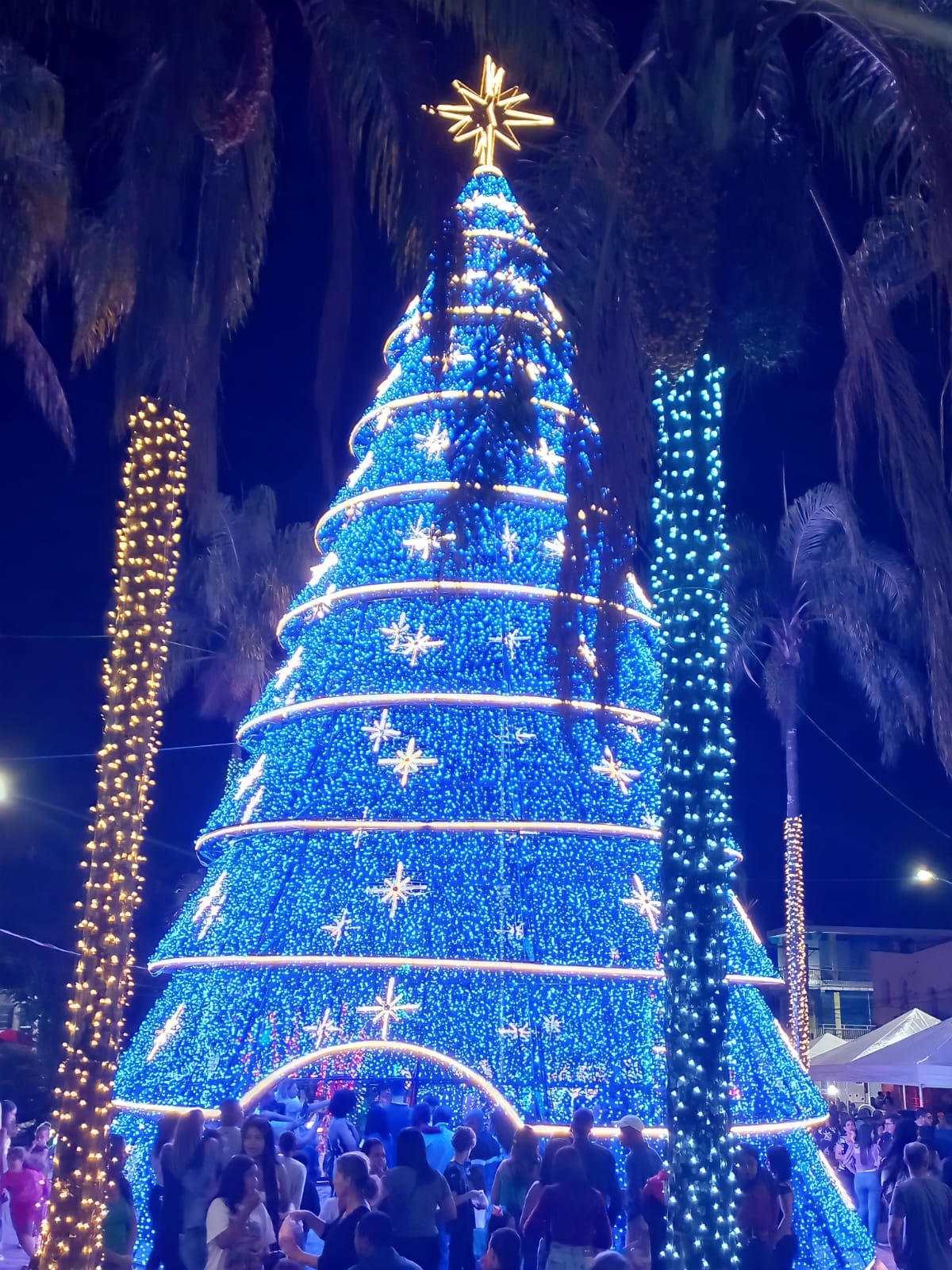
Árvore de natal em Gouveia, considerada a maior árvore da região.

## Dados - IBGE
| 2010-IBGE                                         | Taxa   |
| ------------------------------------------------- | ------ |
| Taxa de Escolaridade (6 á 14 anos)                | 98,5 % |
| IDEB – Anos iniciais do ensino fundamental [2015] | 6,6    |
| IDEB – Anos finais do ensino fundamental [2015]   | 5,2    |

| Taxa de Alfabetização         | 87%     |
| Mortalidade Infantil          | 8,2     |
| Expectativa de Vida           | 71 anos |
| Arborização das vias públicas | 66,2    |
| Urbanização das vias públicas | 12,1    |
| População Urbana              | 8.257   |
| População Rural               | 3.137   |

| Religião       | Adeptos |
| -------------- | ------- |
| Catolicismo    | 10,082  |
| Protestantismo | 1,948   |

| Etnia    | Total de Étnicos |
| -------- | ---------------- |
| Pardos   | 7,118 pessoas    |
| Brancos  | 2,342 pessoas    |
| Negros   | 1,362 pessoas    |
| Amarelos | 186 pessoas      |